# Huracán de amor
Huracán de amor es el nombre del vigésimo álbum de estudio de Camilo Sesto, editado a finales de 1992. De los temas que más destacan del álbum son: "Tatuaje de amor" y "Huracán de amor".

## Lista de canciones[2]
Todas las canciones compuestas por Camilo Blanes, excepto donde se indica.
1. "Tatuaje de amor" - 5:02
2. "Bocadito de caviar"[3] - 5:13
3. "Tinieblas" - 4:50
4. "Resplandor de amor" - 4:11
5. "Shaila" - 4:25
6. "Huracán de amor" (Only Love) - 4:25 (Camilo Blanes/Mark Spiro)
7. "No digas no" - 5:12
8. "Mejor sin ti que contigo" - 5:06
9. "Comprensión" - 4:53
10. "Enciende o apaga" - 4:59

## Créditos y personal
- Ary Sperling, Camilo Blanes - Arreglos
- Camilo Sesto - Producción
- Ary Sperling - Asistente de producción